# QtRuby
QtRuby — набор «привязок» графического фреймворка Qt для языка программирования Ruby. Также существует ряд дополнительных привязок Korundum для KDE.
QtRuby поддерживает Linux, Unix, macOS и Microsoft Windows.

## Hello World!
```
require
 
'Qt4'

app
 
=
 
Qt
::
Application
.
new
(
ARGV
)

hello
 
=
 
Qt
::
PushButton
.
new
(
'Hello World!'
)

hello
.
resize
(
100
,
 
30
)

hello
.
show
()

app
.
exec
()

```